# Ceratonereis irritabilis
Ceratonereis irritabilis är en ringmaskart som först beskrevs av Webster 1879.  Ceratonereis irritabilis ingår i släktet Ceratonereis och familjen Nereididae.
Artens utbredningsområde är Mexikanska golfen. Inga underarter finns listade i Catalogue of Life.